# 1928年アムステルダムオリンピックのイギリス選手団
1928年アムステルダムオリンピックのイギリス選手団（1928ねんアムステルダムオリンピックのイギリスせんしゅだん）は、1928年7月28日から8月12日にかけてオランダのアムステルダムで開催された1928年アムステルダムオリンピックのイギリス選手団、およびその競技結果。

## 概要
今大会は金メダル3個、銀メダル10個、銅メダル7個の合計20個のメダルを獲得した。

## メダル
| メダル | 選手名                                                                        | 競技   | 種目                   |
| ------ | ----------------------------------------------------------------------------- | ------ | ---------------------- |
| 金     | デヴィッド・バーリー                                                          | 陸上   | 男子400mハードル       |
| 金     | ダグラス・ロウ                                                                | 陸上   | 男子800m               |
| 銀     | ジャック・ロンドン                                                            | 陸上   | 男子100m               |
| 銀     | ウォルター・レンジリー                                                        | 陸上   | 男子200m               |
| 銀     | エレン・キング                                                                | 競泳   | 女子100m背泳ぎ         |
| 銀     | フランク・サウソール                                                          | 自転車 | 男子個人ロードレース   |
| 銀     | フランク・サウソール ジャック・ローターワッサー ジョン・ミドルトン            | 自転車 | 男子団体ロードレース   |
| 銀     | アーネスト・チェンバース ジョン・シビット                                     | 自転車 | 男子タンデムスプリント |
| 銅     | シリル・ギル エリス・スムーハ ウォルター・レンジリー ジャック・ロンドン       | 陸上   | 男子4×100mリレー       |
| 銅     | ジョイス・クーパー                                                            | 競泳   | 女子100m自由形         |
| 銅     | ジョイス・クーパー                                                            | 競泳   | 女子100m背泳ぎ         |
| 銅     | ジョージ・サウソール ハリー・ウィルド レオナルド・ウィルド パーシー・ウィルド | 自転車 | 男子4000m団体追い抜き  |